# Bătălia de la Boulogne (1940)
Bătălia de la Boulogne este numele sub care este cunoscută lupta pentru apărarea portului Boulogne-sur-Mer de către trupele franceze, britanice și belgiene în timpul Bătăliei Franței din 1940. Luptele pentru apărarea portului Boulogne s-au dat în paralel cu cele de la Calais, precedând Operațiunea Dynamo – evacuarea Corpului Expediționar Britanic de la Dunkerque. După contraatacul franco-britanic de la Arras de pe 21 mai, unitățile germane au fost oprite din înaintare pentru ca să poată rezista unei posibile reeditări a asaltului aliat pe 22 mai. Acest ordin de încetare a înaintării a stârnit protestele generalului Heinz Guderian, comandantul Corpului XIX, care dorea să continue atacul în forță spre nord, spre Canalul Mânecii, pentru cucerirea orașelor Boulogne, Calais și Dunkerque. Atacul cerut de general nu a fost autorizat decât în a doua parte a zilei de 22 mai, dar între timp aliații reușiseră întărească pozițiile defensive de la Boulogne cu Brigada a 20-a de gardă de infanterie britanică. 
Infanteriștii britanici au avut timp să sape tranșee în zona portului, pe direcția de atac a Diviziei a 2-a Panzer, a cărei înaintare fusese întârziată de francezi la Samer. Când au ajuns în zona portului, blindatele germane au declanșat un atac la ora 17:00, care a fost respins de infanteriștii irlandezi. Pozițiile apărate de infanteria galeză au fost atacate de tancurile germane în jurul orei 20:00, atac repetat două ore mai târziu. Ambele atacuri au fost respinse. Forțele terestre britanice au fost sprijinite din aer de opt bombardiere ușoare ale Royal Air Force. Atacurile germane au continuat a doua zi, iar în seara zilei de 23 mai aliații au fost obligați se retragă în poziții defensive din interiorul orașului.
În tot acest timp, vasele de război ale Royal Navy și ale marinei militare franceze au bombardat pozițiile germane și, în același timp au asigurat evacuarea răniților și personalului necombatant. În zona portului a fost debarcată o unitate de geniști, care a avut ca sarcină distrugerea instalațiilor portuare. În seara acestei zile, portul a fost atacat de bombardierele Luftwaffe, care au reușit să își atingă țintele deși fuseseră la rândul lor interceptate de avioanele de vânătoare ale RAF. În jurul orei 6:30, unitatea britanică de gardă a primit ordinul de evacuare. Distrugătoarele britanice au înfruntat bombardamentele artileriei și tancurilor germane în timpul operațiunii de evacuare a garnizoanei care apăra orașul. Luptătorii francezi care apărau citadela care domina orașul vechi nu au putut fi anunțați cu privire la ordinul de retragere, iar generalul Lanquetot și-a dat seama doar în dimineața celei de-a doua zi ca majoritatea soldaților britanici au fost evacuați. 
Francezii și britanicii care nu fuseseră evacuați au rezistat până pe 25 mai, când au acceptat să capituleze. Guderian avea să noteze că ordinul de oprire a înaintării și organizarea unor poziții defensive împotriva unui atac probabil al aliaților, a dus la pierderea șansei cuceririi rapide a porturilor de la Canalul Mânecii și a distrugerii forțelor aliate din nordul Franței și Belgia. Înaintarea spre Dunkerque a fost reluată pe 23 mai, numai pentru ca a doua zi să fie oprită din nou până pe 27 mai. Dunkerque a fost cucerit doar pe 4 iunie, când cea mai mare parte a Corupului Expediționar britanic și importante forțe franceze și belgiene fuseseră evacuate. 

## Contextul general

### Boulogne

Harta regiunii Côte d'Opale

Boulogne-sur-Mer, Calais, Dunkerque și Dieppe sunt proturile franceze din zona cea mai îngustă a Canalului Mânecii. Boulogne se află la vărsarea râului Liane, ale cărui meandre străbat o vale dintre dealuri. Portul este plasat pe ambele maluri ale râului. Din zona joasă a portului urcă spre orașul vechi (Haute Ville ori Citadela) mai multe drumuri abrupte. Printre rândurile de dealuri se întind căi de acces bine protejate spre port, care pot fi folosite în avantajul atacatorilor. În timpul  „Războiului Ciudat” din septembrie 1939 – mai 1940, Corpul expediționar britanic a folosit pentru aprovizionare porturile aflate mai la vest - Le Havre și Cherbourg – dar, odată cu plasarea de baraje de mine în Canalul Mânecii, porturile precum Boulogne au fost folosite tot mai mult, datorită distanțelor mai scurte de transport și a posibilității superioare de protejare a convoaielor atât pe mare cât și din aer. Boulogne a fost folosit începând cu decembrie ca punct de comandă pentru mișcarea trupelor britanice dinspre sau înspre Anglia.

### Bătălia Franței
Vedeți și:  Corpul Expediționar Britanic (Al Doilea Război Mondial)
Pe 10 mai 1940, germanii au declanșat Fall Gelb, ofensiva împotriva Franței, Belgiei și Tărilor de Jos. În doar câteva zile, blindatele germane au reușit să străpungă centrul frontului francez la Sedan și să înainteze în forță spre vest, de-al lungul văii râului Somme. Dat fiind faptul că britanicii se retrăgeau din Belgia în nordul Franței, liniile de comunicații s-au scurtat și mișcarea trupelor s-a făcut mai ușor. britanicii au început retragerea soldaților a căror prezență nu a mai fost considerată necesară pe continent prin porturile Boulogne și Calais iar, pe 17 mai, generalul Douglas Brownrigg a mutat cartierul general al spatelui frontului de la Arras la Boulogne fără informarea părții franceze. Germanii au cucerit orașul Abbeville de la vărsarea râului Somme pe 21 mai, izolând trupele aliate din nordul Franței și Belgiei de grosul forțelor de la sud de râu.
Apărarea orașului și portului Boulogne cădea în responsabilitatea  Marine nationale, care a asigurat efectivele pentru ocuparea a unor forturi de secol XIX. Aceste efective au fost puse sub comanda lui Dutfoy de Mont de Benque. Apărarea antiaeriană era asigurată de opt baterii de tunuri QF 3.7-inch din cadrul Regimentului al 2-lea artilerie grea antiaeriană, opt mitraliere ale Regimentului al 58-lea de artilerie ușoară antiaeriană și de o baterie de proiectoare sosite din anglia pe 20 mai. Apărarea terestră era asigurată de două tunuri de câmp de 75 mm, două tunuri antitanc de 25 mm și de două tancuri (unul fiind neoperațional). Pe 20 mai, elementele înaintate4 ale Corpului XIX german comandat de generalul Heinz Guderian au ajuns în dreptul orașului Abbeville. În acel moment, păstrarea controlului asupra porturilor de la Canalului Mânecii, care puteau fi folosite pentru aprovizionare și eventuala evacuare a trupelor, devenise vitală. În dimineața zilei de 21 mai, Dutfoy le-a ordonat celor 1.100 de marinari care luptau pe continent să se retragă în spatele zidurilor medievale ale Haute Ville (Citadela), aflată la răsărit de valea râului Liane.
După ce i s-au adus la cunoștință o serie de informații eronate cu privire la venirea în zonă a unor forțe germane foarte numeroase, (dezinformarea a fost datorită se pare generalului Jean Pelissier de Féligonde, a cărui unitate fusese atacată de tancurile germane la Hesdin, la cam 45 km de port), Dutfoy a ordonat ca bateriile de coastă din forturi să fie demontate și să fie transportate în port în vederea evacuării. După aceea, Dutfoy a plecat spre Dunkirk, iar indisciplina s-a instalat în rândul trupelor. Au fost semnalate jafuri, iar civilii care doreau să se evacueze pe mare au intrat panică. Pentru îndepărtarea civililor panicați din port, comandantul frontului de pe țărm i-a amenințat pe aceștia cu folosirea armelor de foc. Acțiunea de evacuare sau de distrugere a bateriilor de coastă a continuat până când amiralul Leclerc, care se afla la Dunkerque, a anulat ordinul. Mai mult, el a cerut ca tunurile să fie păstrate pe poziții pentru apărarea orașului, iar pe 22 mai a vizitat orașul. Leclerc a ordonat marinarilor să nu cedeze și să lupte până când întăririle franceze și britanice aveau să vină să îi înlocuiască pe poziții. Amiralul Jean Abrial și-a încurajat oamenii 
„Mai degrabă trebuie să muriți la posturi unul câte unul decât să capitulați.”—Admiral Abrial
și a reînceput reorganizarea defensivei. Primii soldați britanici au sosit la ora 18:30 pe 22 mai.

## Preludiu

### Pregătirile defensive ale aliaților
Vedeți și:  Asediul orașului Calais (1940) 

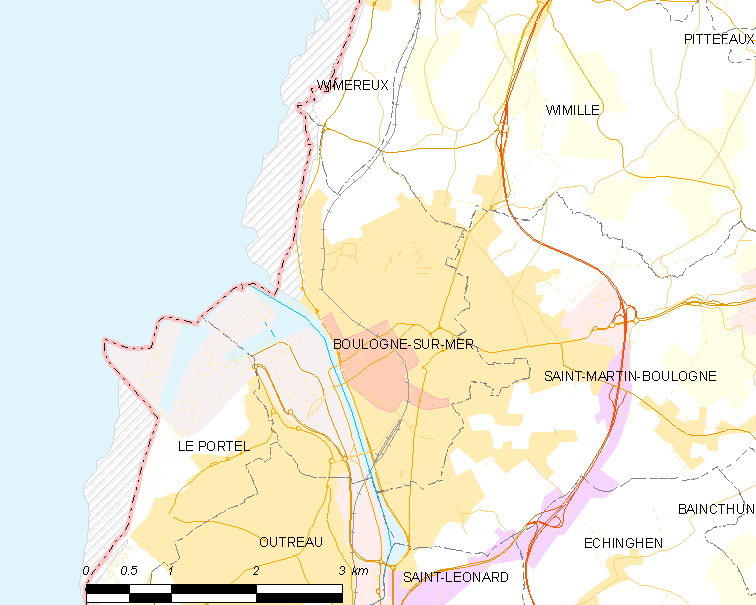
Harta orașului Boulogne și a regiunii înconjurătoare

Două batalioane, unul irlandez, altul galez, din cadrul Brigăzii a 20-a independente de gardă comandate de generalul William Fox-Pitt au fost trimise pe 21 mai în Franța. A doua zi au debarcat în portul Boulogne și o companie antitanc a brigăzii și o baterie a Regimentului al 69-lea antintanc. Militarii britanici au fost transportați la bordul a trei vase de linie și un distrugător (HMS Vimy) și fuseseră escortate de două distrugătoare (HMS Whitshed și HMS Vimiera). Divizia a 21-a de infanterie (comandată de generalul Pierre Louis Félix Lanquetot) a primit sarcina să apere linia dintre Samer și Desvres, cam la 16 km de oarș, unde trei batalioane deja sosiseră pe poziții. Aceste poziții defensive urmau să fie întărite odată cu sosirea unor unități britanice, inclusiv a unui regiment de tancuri.
Fox-Pitt și-a desfășurat oamenii în zonele înalte din afara orașului, în strânsă colaborare cu Lanquetot, care comanda unitățile franceze din oraș. Gărzile irlandeze au fost plasate pe flancul drept la St. Léonard și la Le Portel, iar gărzile galeze au fost plasate pe flancul nord-estic, ocupând înălțimile Lambert și dealurile până la St. Martin Boulogne. Perimetrul defensiv avea cam 9,5 km. Au fost postate puncte de baraj al drumurilor. La baraje au participat mai multe subunități – 50 de infanteriști ai regimentului regal din Albert, 100 de geniști ai companiei a 262-a și personal din bateriile antiaeriene. În oraș se mai aflau cam 1.500 de miliari ai Corpului auxiliar de drumuri și soldați belgieni și francezi ai unor unități de instrucție, cu toții fiind insuficient instruiți pentru acțiuni de luptă.

### Pregătirile germane pentru ofensivă

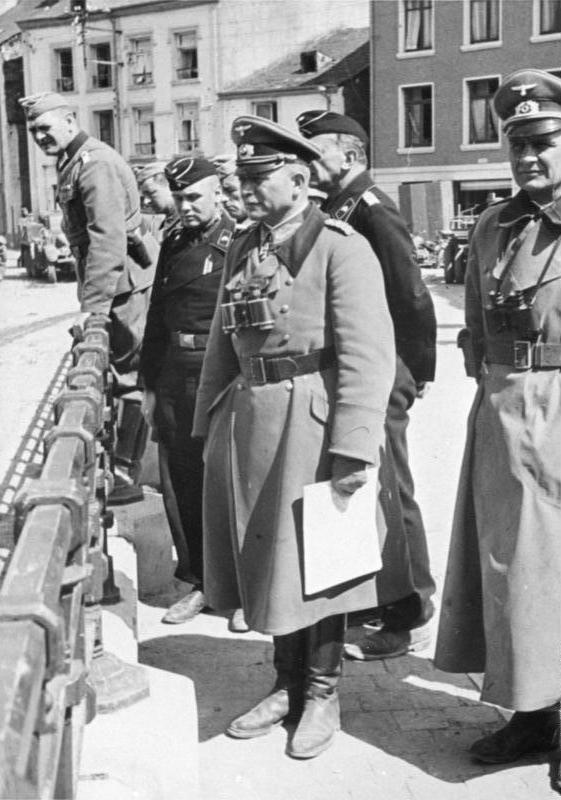
Guderian în timpul Bătăliei Franței

Contraatacul franco-britanic de la Arras i-a făcut pe germani să concentreze acțiunile ofensive în nord, spre porturile de la Canalul Mânecii, și nu în sud, peste râul Somme. În seara zilei de 21 mai, Oberkommando des Heeres (OKH) a ordonat Panzergruppe Kleist să înainteze spre nord ca să cucerească Boulogne și Calais. Temându-se de un nou contraatac, OKH a ordonat Corpului XV (comandat de generalul Hermann Hoth) să se retragă, diviziei comandate de Georg-Hans Reinhardt să mute la răsărit, iar Diviziei a 10-a Panzer (comandate de [[Ferdinand Schaal]) să se deplaseze spre sud, pentru mărirea capacității de răspuns la un posibil atac aliat. Unități ale Diviziei I Panzer (Friedrich Kirchner) și Diviziei a 2-a Panzer (Rudolf Veiel) au fost retrase pentru întărirea apărării podurilor de peste Somme. Restul Diviziei a 2-a Panzer a primit ordine să înainteze spre Boulogne pe direcția Baincthun – Samer. Flancul acestei divizii trebuia să fie asigurat de tancurile Diviziei a 2-a, care trebuiau de asemenea să înainteze spre Desvres și Marquise în cazul unui contraatac aliat dinsrpre Calais.

## Bătălia

### 22 mai
Divizia a 2-a Panzer a fost împărțită în două coloane. Prima trebuia să ocolească orașul și să atace dinspre nord. Cea de-a doua urma să atace frontal. Aceasta din urmă a luat contact cu inamicul în seara acestei zile, când a întâlnita o companie de stat major a Regimentului al 48-lea de infanterie, sigura unitate ale Diviziei a 21-a care ajunsese pe pozițiile comandate. Această companie, care avea în rândurile sale curieri, șoferi și radiotelegrafiști, a pus pe poziție două tunuri de 75 mm și două tunuri antitanc de 25 mm pentru apărarea intersecției spre Nesles. Compania franceză a reușit să oprească înaintarea germanilor aproape două ore, după care a fost ocolită prin flanc. Această coloană de tancuri germane a înaintat până la periferia orașului Boulogne, de unde a început bombardarea pozițiilor gărzilor irlandeze și inițierea unor atacuri de tatonare a defensivei. În primele ore ale dimineții, germanii au atacat gărzile galeze și pozițiile defensive de pe litoral din direcți nord-est. Generalul Brownrigg, care era singurul care putea asigura legăturile radio ale trupelor comandate de Fox-Pitt cu Anglia, și-a părăsit cartierul general fără șă-și informeze subordonații în jurul orei 03:00 și mai apoi continentul la bordul distrugătorului HMS Verity. În jurul orei 04:00, generalul Fox-Pitt a primit ordinul de retragere pentru întreg efectivul Diviziei a 21-a. Unitățile care s-au retras pe cale ferată au fost atacate de tancurile geremane și efectivele lor s-au împrăștiat.

### 23 mai

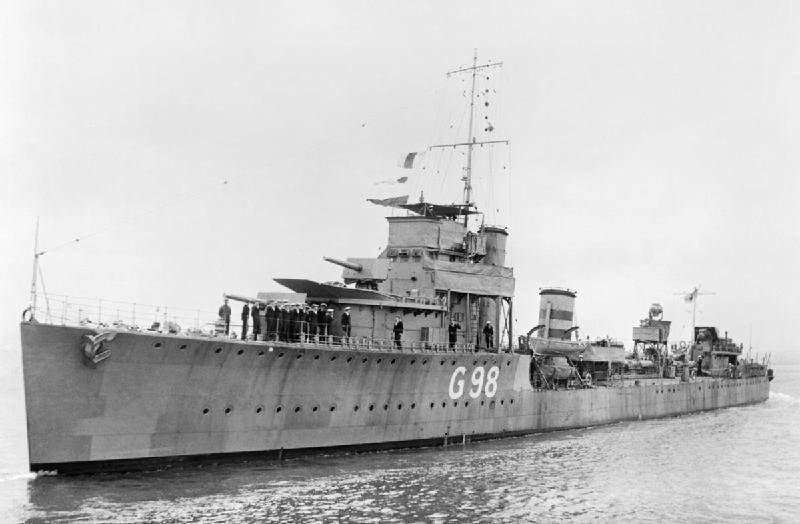
HMS Venomous, unul dintre distrugătoarele învechite folosite la evacuare

În timpul desfășurării luptelor a apărut o breșă între batalioanele de gardă irlandez și galez. Pentru întărirea defensivei, au fost trimiși în zonă 800 de geniști (Auxiliary Pioneer Military Corps - AMPC), iar alți 150 au fost trimiși să întărească pozițiile galezilor. Un nou atac german declanșat la ora 10:00 a forțat gărzile irlandeze să se retragă în oraș. La prânz, HMS Vimy a debarcat în port subunități de distrugere și a preluat militarii aliați răniții. Totodată, dat fiind faptul că legăturile radio dintre continent și comandamentele din Anglia fuseseră pierdute, marinarii au transmis ordine scrise batalioanelor de gardă pentru continuarea luptelor indiferent de pierderi. După prânz, perioadele de acalmie au alternat cu raiduri ale Luftwaffe și lupte aeriene dintre bombardierele germane și avioanele de vânătoare Supermarine Spitfire ale RAF. Comandanții ambelor distrugătoare britanice au fost uciși în timpul raidurilor aeriene, iar două distrugătoare franceze (Frondeur și Orage) au fost lovite în plin de bombardierele în picaj Stuka.
Cu doar puțin timp mai înainte de declanșarea atacului aerian, distrugătorul HMS Keith a ancorat în port și a început îmbarcarea geniștilor răniți. După ora 18:00, comandantul distrugătorului Keith a primit ordin să evacueze, împreună cu alte cinci distrugătoare care se îndreptau spre port, pe toți militarii britanici. Fox-Pitt a decis să continue cu evacuarea geniștilor, în vreme ce unitățile de gardă se retrăgeau spre port. Distrugătoarele Vimiera și Whitshed le-au înlocuit pe Vimy și Keith și au preluat majoritatea infanteriștilor marini și a gărzilor irlandeze și galeze.

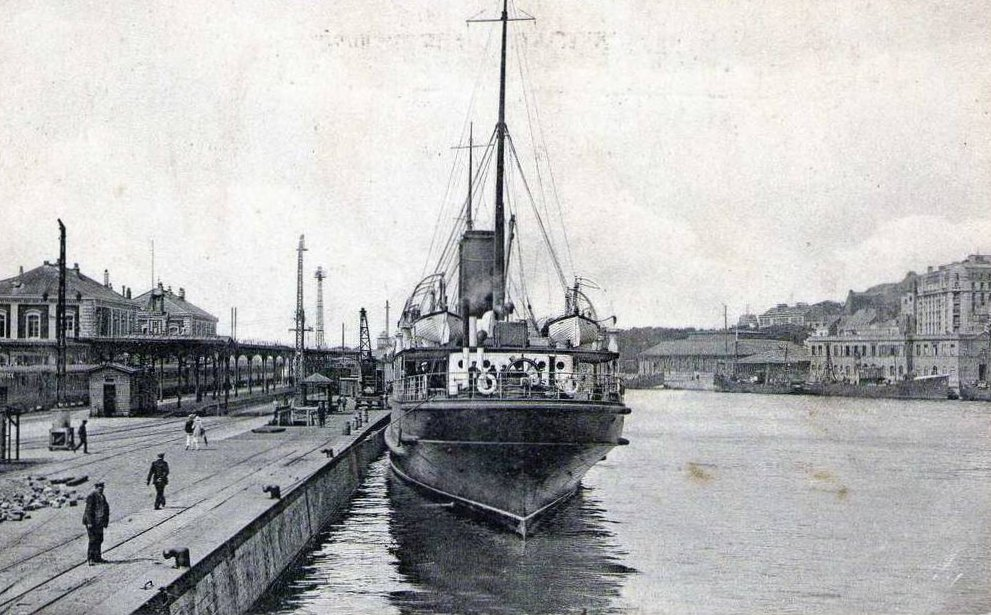
O fotografie din perioada interbelică a clădirii Gare Maritime din Boulogne, în care se observă cheiul folosit de distrugătoarele britanice pentru evacuare

Distrugătoarele HMS Venomous și HMS Wild Swan au continuat evacuarea restului forțelor rămase pe țărm. În acest timp, forțele germane au intrat pe poziții de unde puteau supraveghea portul și au deschi focul unitățile de gardă și vasele aliate, care la rândul lor au folosit armamentul naval pentru respingerea focului inamic. Încercarea blindatelor germane să ia cu asalt docurile a fost respinsă de turnurile de pe Venomous. Încercarea distrugătorului HMS Venetia de intrarea în port a fost respinsă de artileria germană, care a incendiat vasul. Echipajul britanic a reușit însă să manevreze de așa natură încât să elibereze cale de retragere pentru Wild Swan și Venomous, acesta din urmă deplasându-se cu greu după ce îi fuse distrusă cârma.

### 24–25 mai
Distrugătorul HMS Windsor a intrat în port după căderea întunericului și a reluat operațiunile de evacuare. După ce a reușit să îi îmbarce pe toți militarii din port, căpitanul a raportat că mai erau încă soldați britanici care se retrăgeau luptând spre chei. Pentru evacuarea acestora din urmă a fost trimis în misiune distrugătorul 'Vimiera. Acesta a intrat în port în jurul orei 01:30. Cum pe chei nu se vedea nici un om, căpitanul a lansat apeluri prin intermediul unui megafon. Din diferite ascunzători au ieșit soldații britanici, care au fost înghesuiți în toate spațiile disponibile. În cadrul acestei ultime misiuni, Vimiera a reușit să transporte la Dover în jur de 1.400 de oameni. aproximativ 300 de galezi au rămas pe continent. Aceștia au crezut în mod eronat că evacuarea s-a încheiat și au încercat să străpungă liniile germane spre nord-est.
Lanquetot își stabilise cartierul general în citadelei Haute Ville, unde aștepta sosirea elementelor din Divizia a 21-a. Când și-a dat seama că nu mai poate spera la sosirea ajutoarelor, el și-a organizat oamenii din subordine pentru ca să apere orașul cu resursele pe care le avea la dispoziție. În acele momente, generalul Fox-Pitt primise deja ordinul de evacuare iar toate mijloacele de comunicații fuseseră întrerupe de francezii lui Lanquetot.

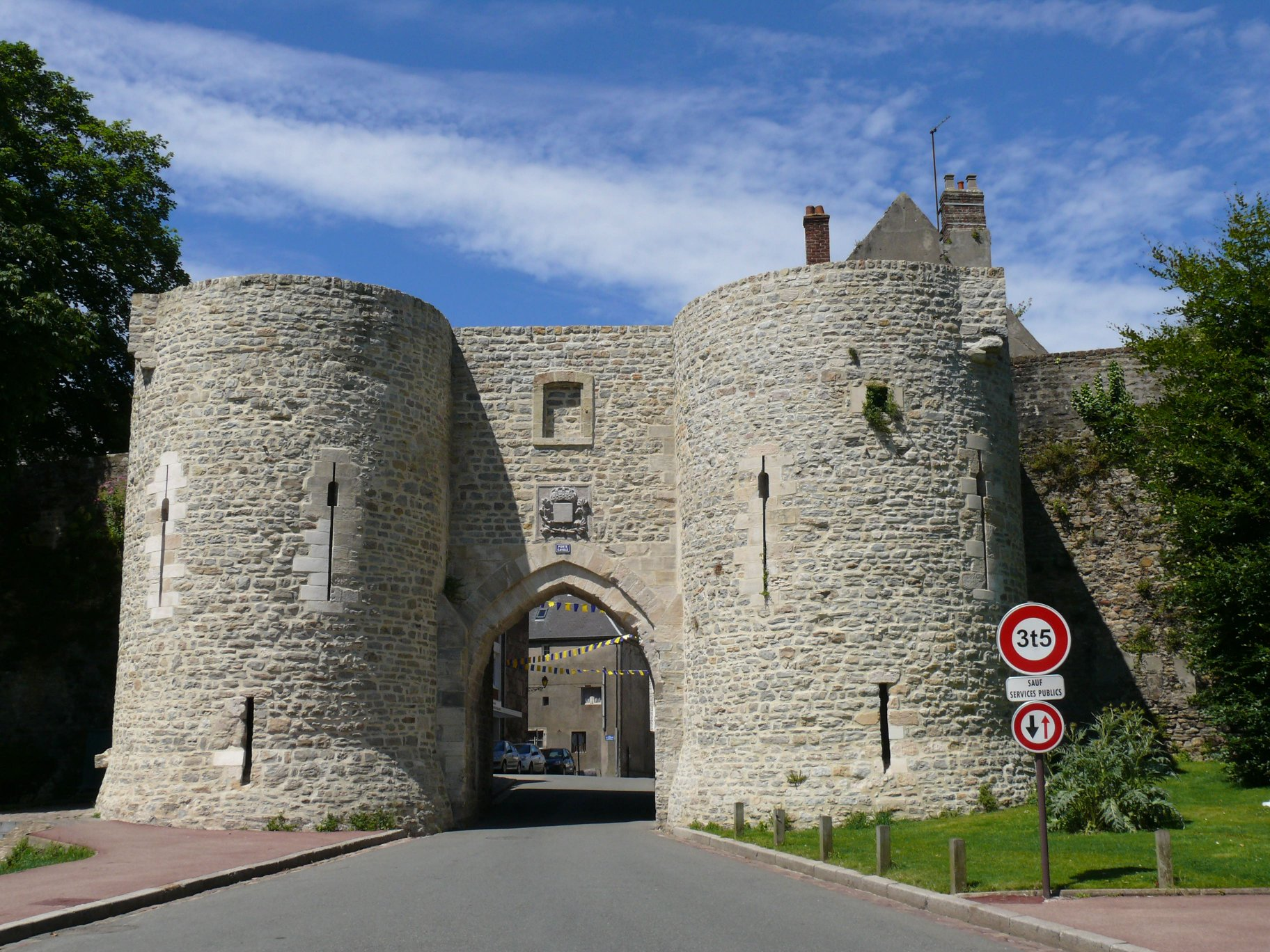
Una dintre porțile cetății medievale, care a fost apărată de soldații Diviziei a 21-a de infanterie

În seara zilei de 24 mai, germanii au atacat de două ori orașul la ora 18:00 și respectiv 20:00. Atacurile au fost respinse, iar mai multe tancuri germane au fost distruse. Vasele de război franceze au continuat să sprijine cu foc de artilerie defensiva terestră. Distrugătoarele Fougueux și Chacal au fost avariate de radurile Luftwaffe pentru ca, în cele din urmă, Chacal să fie scufundat de artileria germană. În timpul nopții, cam 100 de soldați francezi au încercat fără succes să străpungă liniile germane și să ajungă la Dunkerque. În dimineața zilei de 25 mai, germanii au luat cu asalt citadela. Soldații au folosit scări ca să escaladeze zidurile și, sprijiniți de tirurile turnurilor de 88mm, au atacat cu grenade și aruncătoare de flăcări pozițiile defensivei franceze. La ora 08:30, Lanquetot a hotărât să capituleze.
Maiorul J. C. Windsor Lewis, comandantul unei companii de gardă galeze, și-a asumat comanda militarilor rătăciți de unitățile lor, care se adăpostiseră în depozitele de pe chei în așteptarea evacuării. În afară de galezi, aici își găsiseră adăpost 120 de infanteriști francezi, 200 trupe auxiliare, 120 de geniști și 150 de civili. Printre militari, în special în rândul geniștilor, se aflau soldați care nu erau înarmați. Când depozitele au intrat sub focul germanilor, Windsor Lewis și-a mutat oamenii în gara feroviară a portului (Gare Maritime) și a ordonat ridicarea unor baricade din saci de nisip. Din acest adăpost, militarii aliați au reușit în seara zilei de 24 mai să respingă asaltul amfibiu al germanilor, în ciuda sprijinului acordat de tirul Panzerelor. Pe 25 mai, în jurul orei 13:00, după ce au rămas fără muniție și și-au dat seama că nu va mai organizată o acțiune de evacuare care să îi vizeze, militarii aliați au capitulat. În acest timp, germanii reușiseră să ia aproximativ 5.000 de prizonieri aliați, majoritatea francezi la Boulogne.

## Urmări
| Keith     | 180   |  |  |  |  |
| Vimy      | 150   |  |  |  |  |
| Whitshed  | 580   |  |  |  |  |
| Vimiera   | 1.955 |  |  |  |  |
| Wild Swan | 400   |  |  |  |  |
| Windsor   | 600   |  |  |  |  |
| Venomous  | 500   |  |  |  |  |
| total     | 4.365 |  |  |  |  |
|           |       |  |  |  |  |

Brigada a 20-a de gardă s-a retras în dimineața zilei de 23 mai spre periferia orașului Boulogne, după ce respinseseră atacurile germanilor de la ora 7:30. Lanquetot a raportat superiorilor săi că britanicii se retrăgeau în mare grabă, aparent fără să fie conștienți de violența atacurilor care aveau să urmeze în tipul deplasării. Comunicațiile dintre Fox-Pitt și cartierul general francez din Citadelă fuseseră întrerupte, iar britancii din apropierea portului nu au reușit să își anunțe aliații francezi să participe la evacuare, după cum fuseseră date ordinele. În dimineața zilei de 24 mai, Lanquetot a descoperit că britanicii plecaseră. Churchill avea să ceară în cele din urmă garnizoanei britanice să lupte până la final, influențat se pare de acuzele de „dezertare” formulate de francezi, dar și de teama că, odată ce Boulogne ar fi fost cucerit, trupele germane ar fi atacat dinspre Calais spre Dunqerkue.
În 1954, istoricul militar L. F. Ellis a scris că întârzierea de cinci ore cu care a Corpul XIX a atacat Boulogne până la ora 12:40 a zilei de 22 mai, conform ordinelor generalului Ewald von Kleist, comandantul Panzergruppe von Kleist, a fost criticată în jurnalul de acțiuni a Corpului, deoarece Divizia a 10-a Panzer a fost ținută în rezervă în timpul atacurilor împotriva orașelor Boulogne și Calais. Rezultatul a fost acelă că germanii nu au atacat simultan din mai multe direcții pozițiile aliate. Dacă atacul blindatelor germane nu ar fi fost întârziat, pregătirile de evacuare a Brigăzii a 20-a de gardă ar fi fost înrerupte. Pe de altă parte, flancul Grupului de Aramată A rămas mult prea multă vreme descoperit, nesiguranța legată de luptele de la Amiens și Abbeville, cât și existența unei garnizoane aliate puternice la Arras, au justificat întârzierea atacului blindatelor germane de pe 22 mai. Precauția generalului von Kleist nu a fost excesivă, de vreme ce aliații aveau posibilitatea continuării contraatacului de la Arras. Istoricul naval S. W. Roskill a scris în 1954 că luptele de apărare a orașului Boulogne au dus la întârzierea înaintării Corpului XIX spre Dunkerque, aliații reușind să se apere pentru o perioadă mai lungă (26 mai – 4 iunie). Drapelele de luptă ale gărzilor galeze și irlandeze au fost decorate pentru rezistența de la Boulogne.

## Legături externe
- Hartă a operațiunilor din nordul Franței a Academiei West Point  Arhivat în 21 iunie 2015, la Wayback Machine.
- Dispozitivul de luptă al Diviziei a 21-a de infanterie Arhivat în 23 iulie 2011, la Wayback Machine.
- Jurnalul înregistrărilor comunicațiilor radio al HMS Venomous